# Silvio Arrivabene Valenti Gonzaga

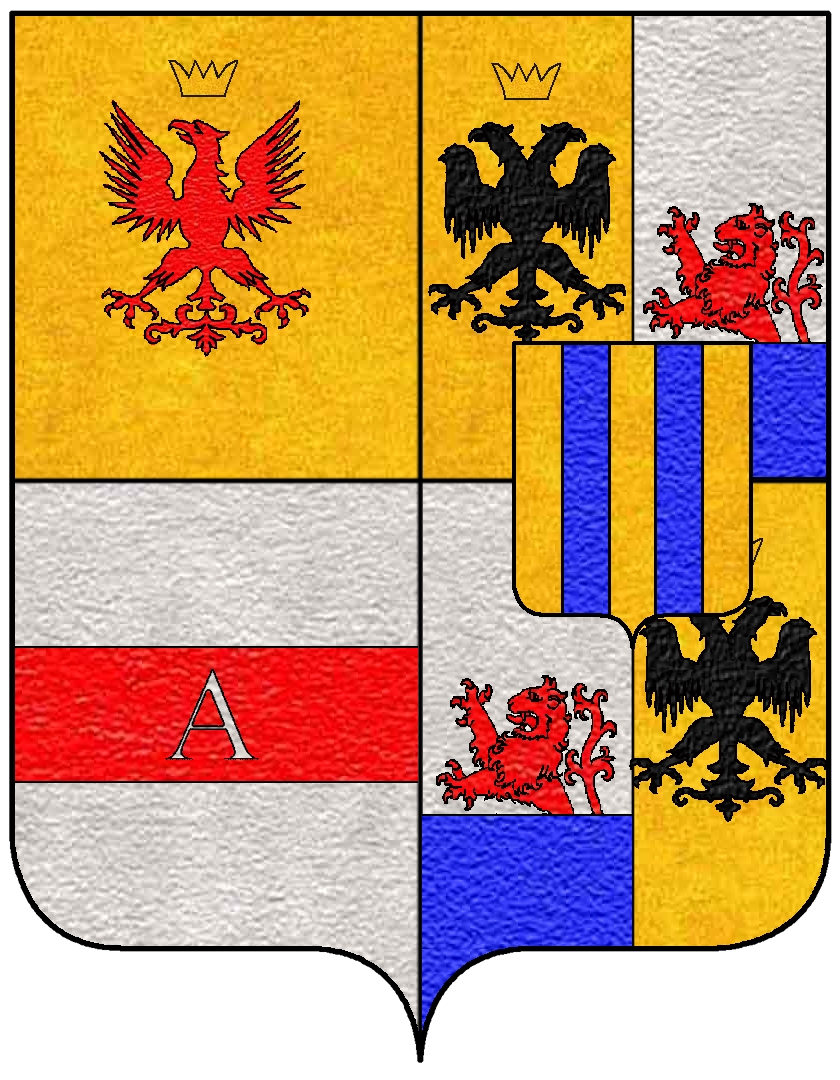
Stemma degli Arrivabene Valenti Gonzaga

Silvio Arrivabene Valenti Gonzaga (Mantova, 12 maggio 1844 – Firenze, 11 marzo 1913) è stato un imprenditore e politico italiano.

## Biografia
Nacque a Mantova il 12 maggio 1844, figlio del conte Carlo e di Clementina Gramaglia. Nel settembre 1859 fu arrestato con altri compagni dalla polizia austriaca per aver preso parte ad una manifestazione patriottica a Mantova, sulle tombe dei martiri di Belfiore, dimostrazione in onore dei caduti delle battaglie di Solferino e San Martino. Insieme a lui fu arrestata anche la nonna paterna, la marchesa Teresa Arrivabene Valenti. Una volta liberato si arruolò subito nei corpo di spedizione dei Mille del generale Giuseppe Garibaldi nelle cui file prese parte alla campagna del 1860, distinguendosi particolarmente sul Volturno.  Combatté poi il 19 settembre ed il 1º ottobre. All'assedio di Capua, fu promosso sottotenente per meriti di guerra.
Transitato nell'esercito regolare, e compiuti gli studi militari a Ivrea, divenne aiutante di campo dei generali Petitti di Roreto e Pettinengo.  Nel 1866 partecipò alla terza guerra d'indipendenza, dove si guadagnò la menzione onorevole al valor militare nel combattimento di Borgoforte (4-5 luglio). Congedatosi nel 1872, ritornò a Mantova dandosi alla vita politica. Fu consigliere comunale (1876-1893), (1895-1904), (1906-1909) e assessore comunale supplente (1877-1878), (1878-1881), (1885-1886) più volte. Fu presidente del Consiglio provinciale, tra il maggio 1895 e il 1899. 
Ricoprì altri incarichi: membro del Consiglio provinciale scolastico, Presidente del Comizio agrario di Mantova (1882), Presidente della Cattedra ambulante di agricoltura di Mantova, membro della Commissione conservatrice dei monumenti e scavi di antichità di Mantova, membro del Consiglio per l'istruzione agraria, socio della Società geografica italiana (1881).
Eletto deputato alla Camera nel 1890, (XVII legislatura), il 14 giugno 1900 venne nominato senatore del Regno. Fu senatore segretario dal 22 febbraio 1902, fino alle dimissioni, il 24 gennaio 1911. 
Sposato con la nobile Virginia Forini Lippi, la coppia ebbe cinque figli. Si spense a Firenze l'11 marzo 1913.

### Annotazioni
1. ↑  Giberto Carlo Emilio (futuro senatore) che sposò Vera Papadopoli Aldobrandini, Carlo Emilio Alfredo Guido, Emilio Giovanni Opprandino, Elena Teresa, e Opprandina Ippolita Angelina.

### Fonti
1. 1 2 3 4 5 6 7 8 9  Biagi 1908, p. 13.
2. 1 2  Marra 1999, p. 44.